# Anna Nahirna
Anna Nahirna (en ucraniano: Анна Нагірна; Leópolis, URSS, 30 de septiembre de 1988) es una deportista ucraniana que compite en ciclismo en las modalidades de pista y ruta. Ganó una medalla de bronce en el Campeonato Europeo de Ciclismo en Pista de 2020, en la prueba de persecución por equipos.

## Medallero internacional
| Campeonato Europeo | Campeonato Europeo | Campeonato Europeo | Campeonato Europeo      |
| Año                | Lugar              | Medalla            | Competición             |
| ------------------ | ------------------ | ------------------ | ----------------------- |
| 2020               | Plovdiv (Bulgaria) | Medalla de bronce  | Persecución por equipos |

## Palmarés
2012
- Campeonato de Ucrania Contrarreloj

2013
- 3.ª en el Campeonato de Ucrania en Ruta

2020
- Campeonato de Ucrania en Ruta